# Luciano Fornasari

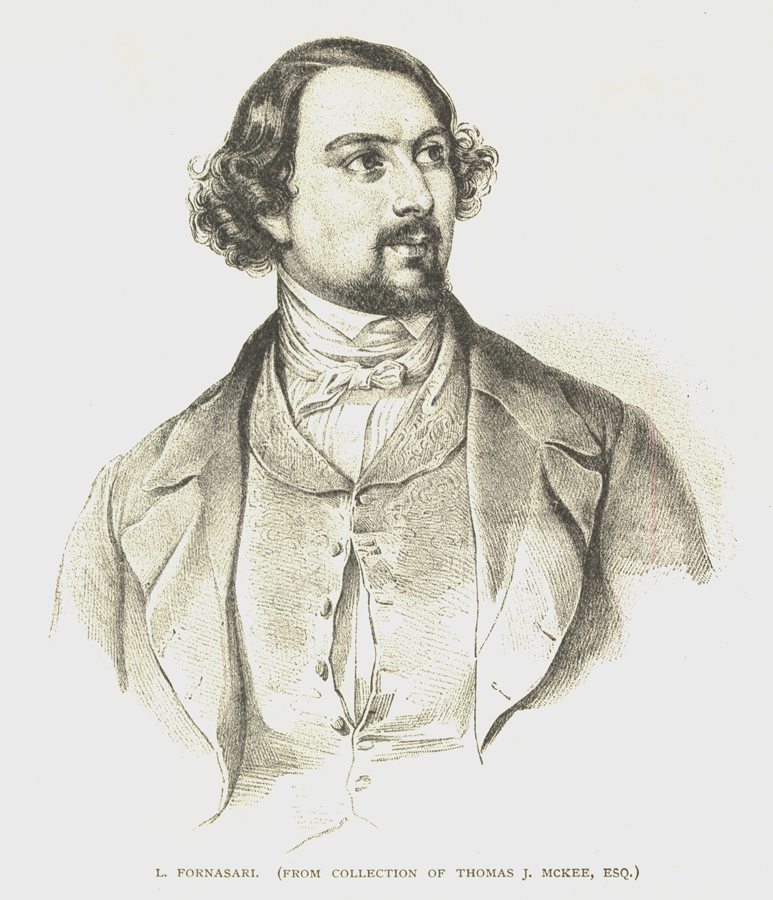
Luciano Fornasari

Luciano Fornasari (um 1800 in Verona – 5. Januar 1859 in Venedig) war ein italienischer Opernsänger (Bass).

## Leben
Über Fornasaris Kindheit und Ausbildung ist nichts bekannt. Er begann seine Bühnenlaufbahn um 1828 an diversen großen italienischen Opernhäusern. 1831 trat er in Mailand auf und ging dann nach Nordamerika (1831–1834). In New York war er an der US-Erstaufführung von Rossinis L’italiana in Algeri beteiligt. Gastspiele gab er 1835 in Havanna, 1836 in Mexiko-Stadt und 1837 am Théâtre d’Orléans in New Orleans anlässlich der US-Erstaufführung der Rossini-Oper Semiramide. Von 1840 bis 1842 war er wieder in Europa, dort am Teatro San Carlos in Lissabon. Danach ging er auf Gastspielreise, die ihn nach Rom, Modena, Palermo, Turin und Triest führte. Von 1843 bis 1846 war er in London.
Nach dem Ende seiner Karriere zog er in nach Venedig in ein Palazzo, das er sich gekauft hatte. Verheiratet war er mit der Sängerin Teresa Aman.